# Спектрограф зображення космічного телескопа

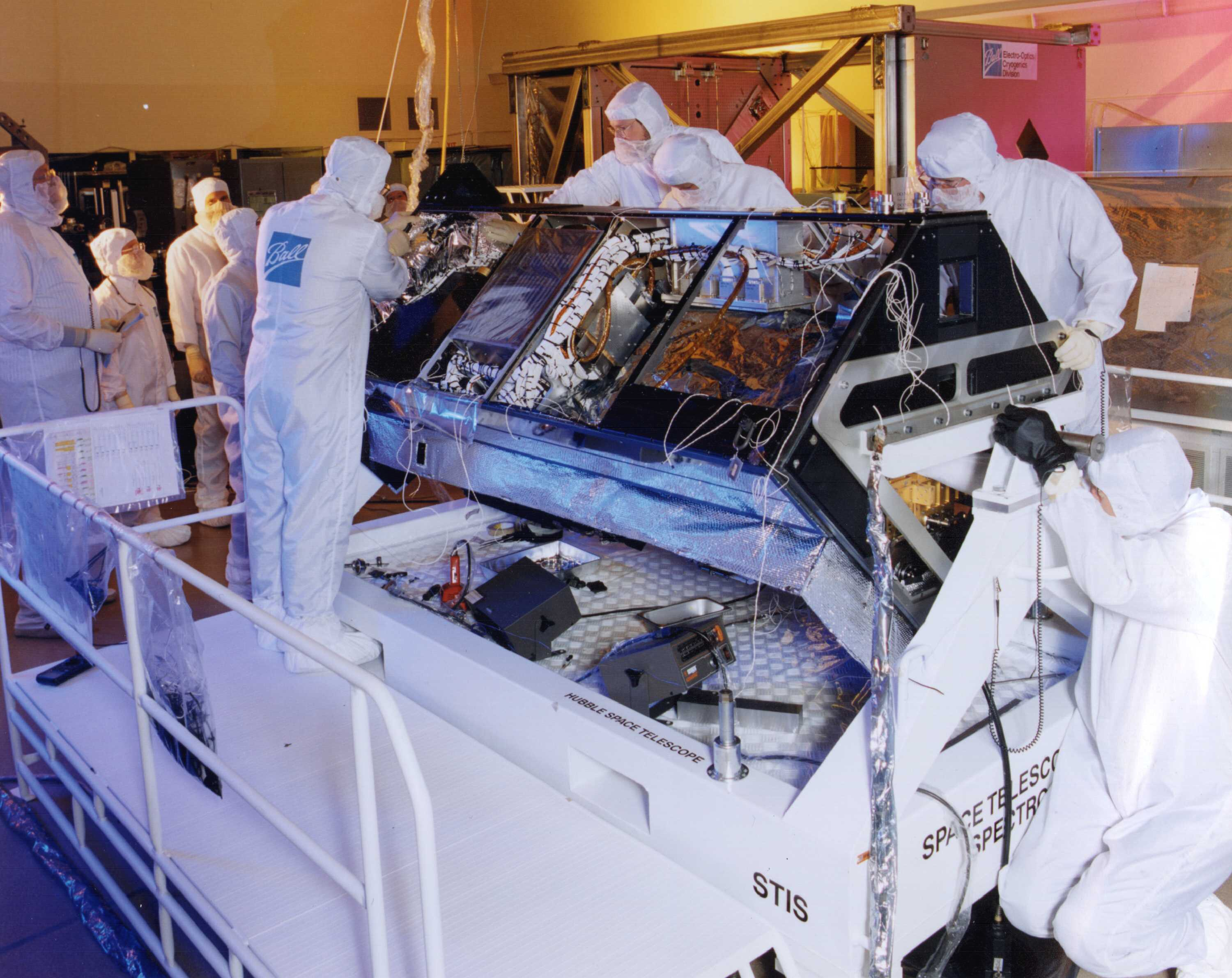
Спектрограф зображення космічного телескопа на стадії будівництва, 1996 р.

Спектрограф зображення космічного телескопа (англ. Space Telescope Imaging Spectrograph (STIS)) — це прилад, який дозволяє як робити спектроскопію, так і знімати зображення. Він знаходиться на космічному телескопі Габбл. STIS дозволяє вченим вивчати, з яких елементів складаються об'єкти в космосі, їх температуру, швидкість руху та багато іншого. Ідея створення STIS належить інженеру Брюсу Вудгейту з Центру космічних польотів імені Ґоддарда. Прилад працював без зупинок з 1997 року до серпня 2004 року, поки не сталося пошкодження його джерела живлення. Після ремонту STIS знову почав працювати в 2009 році. Одним з найважливіших досягнень STIS стало те, що він допоміг отримати перший спектр атмосфери екзопланети HD 209458b. Ця екзопланета знаходиться далеко від нашої Сонячної системи, і це було значущим відкриттям, оскільки до цього часу астрономи не могли детально вивчити атмосферу екзопланет за межами Землі. Цей успіх допоміг глибше зрозуміти склад і властивості атмосфер інших планет, що є важливим для дослідження умов для життя поза нашою планетою.

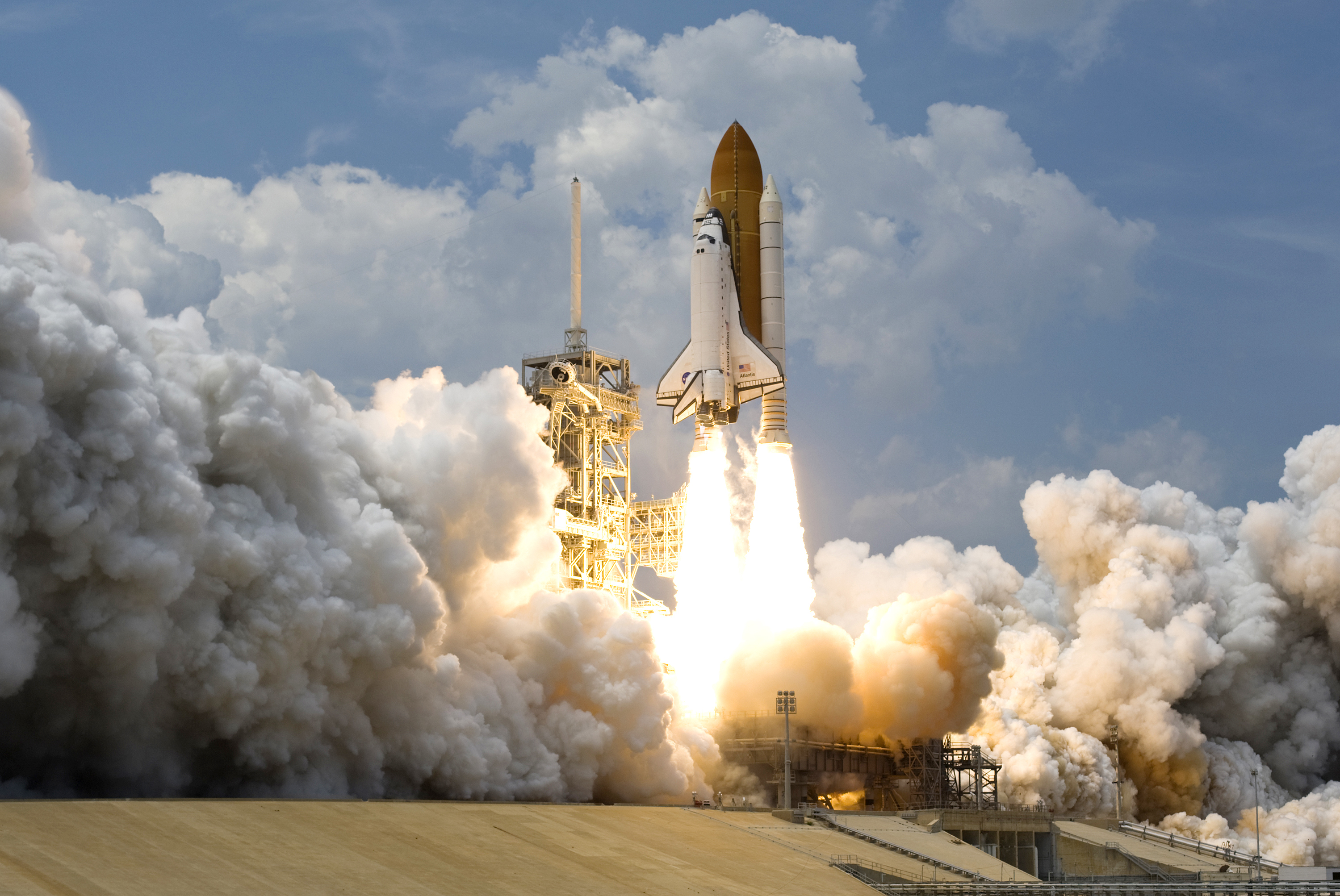
Запуск STS-125, місія шаттла «Атлантіс», яка відремонтувала STIS і повернула його до експлуатації

STIS був встановлений на космічний телескоп Габбл в 1997 році під час його другої сервісної місії (STS-82), яку виконували астронавти Марк Лі та Стівен Сміт. Цей прилад замінив два старі інструменти: Спектрограф високої роздільної здатності та Спектрограф для тьмяних об'єктів. Спочатку STIS був розрахований на п'ятирічну експлуатацію. Однак 3 серпня 2004 року сталася електронна поломка, через яку прилад вийшов з ладу на два роки більше, ніж було заплановано. Щоб повернути інструмент до роботи, астронавти здійснили ремонт під час сервісної місії 4 (STS-125), яка відбулася 11 травня 2009 року. Астронавти виконали вихід у відкритий космос (EVA), щоб відновити STIS. Після цього інструмент знову почав працювати.
«Вітаємо, ви повернули STIS до життя.» — астронавт Джон Грунсфілд, 2009 рік.

## Конструкція STIS
STIS поєднує в собі функції спектрографа та фотокамери, спеціалізуючись на спостереженнях в ультрафіолетовому випромінюванні. Прилад має три детектори, кожен з яких має роздільну здатність 1024×1024 пікселі. Перший детектор — це прилад із зарядовим зв'язком (CCD), який має поле зору 52×52 арксекунди. Цей детектор покриває видиму та ближню інфрачервону частини спектра в діапазоні від 200 нм до 1030 нм. Інші два детектори — це Мульті-анодові багатоканальні масиви (англ. Multi-Anode Multichannel Arrays). Кожен з цих детекторів має поле зору 25×25 арксекунди. Один з них використовує матеріал Cs2Te та охоплює ближній ультрафіолет в діапазоні від 160 нм до 310 нм, а інший — матеріал CsI працює в діапазоні дальнього ультрафіолету від 115 нм до 170 нм. Ця конструкція дозволяє STIS ефективно досліджувати різні ділянки ультрафіолетового спектра, що є важливим для вивчення об'єктів з високою температурою, таких як зорі та галактики.

## Хронологія STIS
- 14 лютого 1997 року — STIS був встановлений на космічний телескоп Габбл під час місії STS-82[3][5].
- 2001 рік — після поломки електроніки Side-1, прилад був переведений на електроніку Side-2[7].
- 3 серпня 2004 року — STIS вийшов з ладу через поломку електроживлення на Side-2[3][5].
- 2009 рік — STIS був відремонтований під час місії STS-125[5].

- 2022 рік — STIS продовжує працювати на електроніці Side-2, з усіма оптичними та ультрафіолетовими каналами в робочому стані[7].

## Наукові відкриття

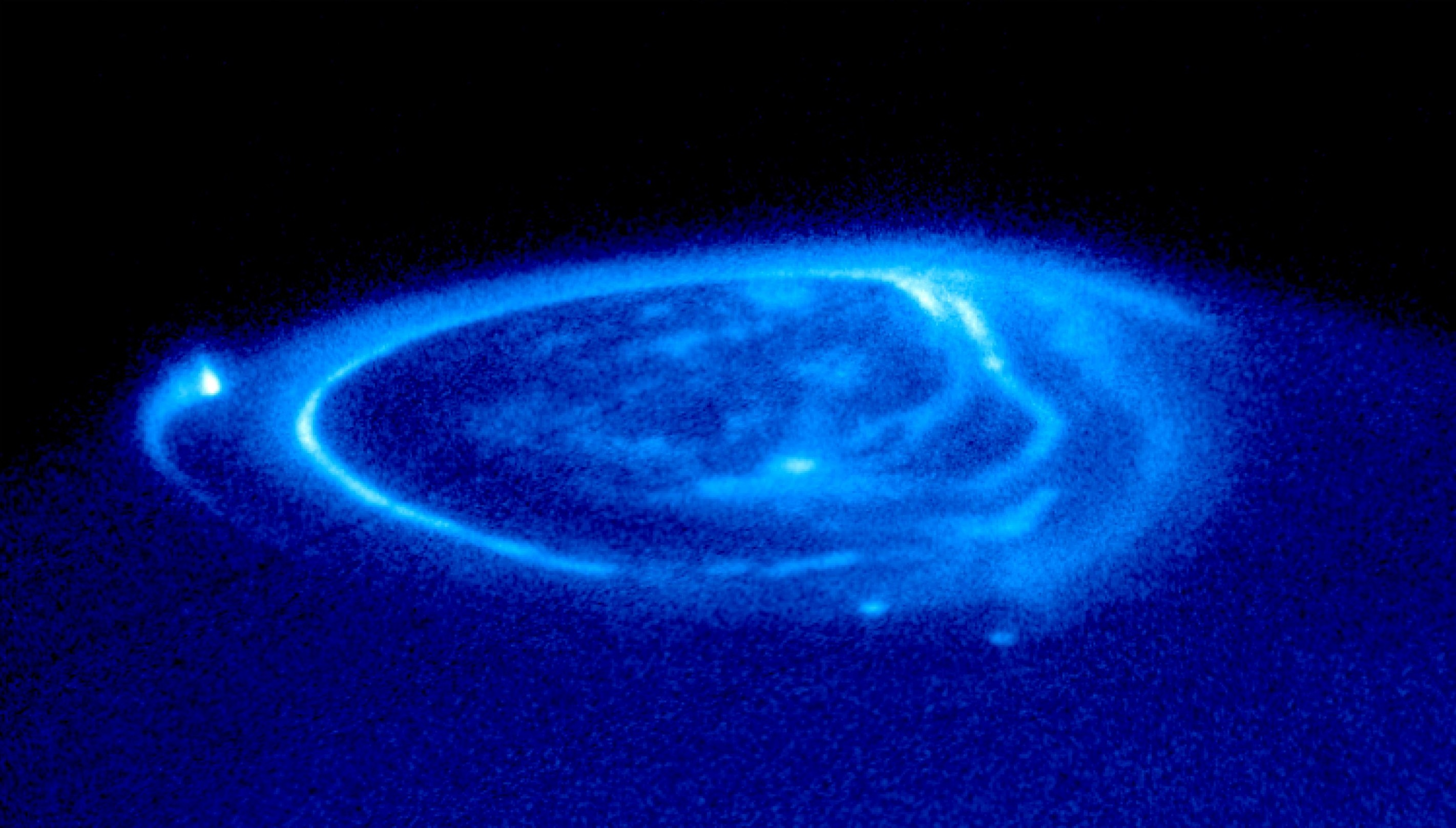
Ультрафіолетове зображення полярного сяйва Юпітера; яскрава пляма в крайньому лівому куті — кінець лінії поля до Іо; плями внизу ведуть до Ганімеда та Європи.

Інструменти COS і STIS працюють разом, надаючи астрономам повний набір інструментів для спектроскопії — дослідження світла, яке приходить від об'єктів у космосі. Кожен з цих інструментів має свої унікальні особливості, що доповнюють один одного. Світло, яке випромінюють зорі та газ, що обертаються навколо чорної діри, змінюється в залежності від того, чи наближається об'єкт до нас або віддаляється. Якщо об'єкт віддаляється, світло стає червоним (це називається червоним зсувом), а якщо наближається — синім (синій зсув). Це явище, відоме як ефект Доплера, дозволяє інструменту STIS вивчати та вимірювати масу надмасивних чорних дір, що знаходяться в центрах галактик.
STIS може одночасно записувати спектри світла з кількох точок об'єкта, наприклад, з різних частин галактики. Це важливий інструмент для вивчення складних об'єктів, які складаються з багатьох різних елементів. Наприклад, за допомогою спектрів, отриманих STIS, астрономи змогли визначити вік, хімічний склад і швидкість зір у молодих зоряних скупченнях в галактиках Антени (англ. Antennae Galaxies), що знаходяться на етапі злиття.
STIS може одночасно записувати спектри світла з кількох точок об'єкта, наприклад, з різних частин галактики. Це важливий інструмент для вивчення складних об'єктів, які складаються з багатьох різних елементів. Наприклад, за допомогою спектрів, отриманих STIS, астрономи змогли визначити вік, хімічний склад і швидкість зір у молодих зоряних скупченнях в галактиках Антени (англ. Antennae Galaxies), що знаходяться на етапі злиття.
Вивчаючи екзопланету HD 189733b, STIS зміг виявити її справжній колір, який виявився синім. Цей колір зумовлений тим, що планета зменшує кількість синього світла, яке відбивається від її атмосфери. Крім того, дослідження зміни кольору світла, коли планета проходить перед своєю зорею, дозволили астрономам краще зрозуміти її атмосферу. Спектри, отримані з транзитної системи HD 209458, дозволили вперше точно зафіксувати поглинання світла зорею атмосфери планети. Це допомогло виявити кілька основних компонентів атмосфери планети, зокрема водень, кисень і натрій.
Інструмент STIS також зафіксував водяну пару, що піднімається над південним полюсом місяця Юпітера, Європи. Це стало першим непрямим доказом того, що з поверхні цього місяця можуть вивергатися водяні гейзери, що є важливим відкриттям для вивчення потенційних умов для життя на інших світах.